# Wiktoria Miąso
Wiktoria Miąso (* 14. November 2001) ist eine polnische Leichtathletin, die sich auf den Hochsprung spezialisiert hat.

## Sportliche Laufbahn
Erste Erfahrungen bei internationalen Meisterschaften sammelte Wiktoria Miąso im Jahr 2018, als sie bei den U18-Europameisterschaften in Győr mit übersprungenen 1,79 m den sechsten Platz belegte. Anschließend nahm sie an den Olympischen Jugendspielen in Buenos Aires teil und gelangte dort auf Rang sieben. Im Jahr darauf schied sie bei den U20-Europameisterschaften in Borås mit 1,70 m in der Qualifikationsrunde aus und 2021 wurde sie bei den U23-Europameisterschaften in Tallinn mit 1,85 m Fünfte. 2023 gelangte sie bei der 1. Liga der Team-Europameisterschaft im Zuge der Europaspiele in Chorzów mit 1,84 m auf den neunten Platz und anschließend gewann sie bei den U23-Europameisterschaften in Espoo mit 1,87 m die Bronzemedaille hinter der Zypriotin Elena Kulichenko und Panagiota Dosi aus Griechenland.
2022 wurde Miąso polnische Meisterin im Hochsprung im Freien sowie 2020, 2022 und 2023 in der Halle.

## Persönliche Bestleistungen
- Hochsprung: 1,90 m, 5. August 2022 in Győr
  - Hochsprung (Halle): 1,87 m, 26. Februar 2022 in Brünn